# NGC 491
NGC 491 (другие обозначения — ESO 352-53, MCG −6-4-11, IRAS01190-3419, PGC 4914) — спиральная галактика с перемычкой (SBb) в созвездии Скульптор. Открыта Джоном Гершелем в 1828 году, описывается Дрейером как «яркий, маленький, чуть-чуть вытянутый объект с более яркой серединой, рядом видна маленькая и тусклая звезда».